# Compsibidion capixaba
Compsibidion capixaba là một loài bọ cánh cứng trong họ Cerambycidae.